# Velehrad
Velehrad (in tedesco Welehrad) è un comune della Repubblica Ceca facente parte del distretto di Uherské Hradiště, nella regione di Zlín.
I reperti archeologici più antichi, datano la presenza umana nel territorio del comune fin dal quinto millennio avanti Cristo, mentre i più antichi edifici in pietra risalgono all'Alto Medioevo, epoca in cui il territorio fu percorso da san Metodio, vescovo, inviato come missionario da papa Adriano II e morto a Velehrad il 6 aprile 885. La sua tomba è una delle mete di pellegrinaggio principali della Repubblica Ceca.

## Il santuario
Il monastero di Velehrad e, soprattutto, la sua basilica, sono il centro spirituale della Repubblica ceca. Qui ebbe inizio la millenaria storia della cristianità in questa parte d'Europa; è il luogo dove, ogni anno, si tiene il pellegrinaggio nazionale, cui partecipano decine di migliaia di persone. 
Nel 1205 il margravio Vladislav Heinrich fondò il primo monastero cistercense della Moravia sulla riva destra della Salaška. Il monastero Welgrad prende il nome dall'antico centro della Grande Moravia, Weligrad. 
Il monastero fu completato dopo il 1240. Intorno al monastero furono costruiti edifici agricoli, da cui prese lo sviluppo il villaggio di Welehrad. Nel 1421 gli ussiti bruciarono il monastero.
L'abate Eckardt von Schwoben iniziò la ricostruzione del monastero tra il 1587 e il 1592. Durante la guerra dei trent'anni, Gabriele Bethlen devastò il monastero nel 1623. Gli insorti Valacchi lo invasero nel 1626. Il monastero fu restaurato tra il 1629 e il 1635 sotto l'abate Johann Greifenfels von Pilsenburg. Nel 1681 un incendio distrusse parti del complesso. Secondo il progetto di Giovanni Pietro Tencalla, il complesso prese la forma attuale tra il 1685 e il 1735. Il monastero fu chiuso nel 1784 come parte delle riforme giuseppine. La chiesa dell'Assunzione di Maria divenne la chiesa parrocchiale per i villaggi circostanti. La canonica fu costruita nel 1826. I monasteri furono adibiti ad altri scopi e caddero in rovina.
Nel 1848 fu fondata la comunità civile di Velehrad / Welehrad nel distretto ungherese di Hradisch. Nel 1890 la Compagnia di Gesù acquisì il monastero e vi istituì un collegio, che fu successivamente convertito in una scuola superiore. Nel 1900 Welehrad aveva 610 abitanti. Papa Pio XI innalzò la chiesa del monastero alla dignità di basilica minore nel 1927. Tra il 1942 e il 1945 il liceo fu chiuso e trasferito in uso alla Gioventù hitleriana. Dopo la seconda guerra mondiale, il liceo gesuita riprese le attività. Dopo che i comunisti presero il potere, fu chiuso nel 1950. 
Il pellegrinaggio nazionale del 1985 a Velehrad, nonostante le restrizioni imposte dal regime, fu una manifestazione contro la dittatura comunista. La basilica fu insignita della Rosa d'oro nello stesso anno da papa Giovanni Paolo II. Nel 1990 Giovanni Paolo II fece visita a Velehrad. La Compagnia di Gesù tornò a Velehrad nel 1990 e ricostruì la scuola superiore nel 2001. 
Nel 1993 si è tenuto l'incontro dei giovani cechi a Velehrad, cui hanno partecipato 8000 ragazzi. Oltre ai gesuiti, sono presenti le congregazioni delle suore dei Santi Cirillo e Metodio (Kongregace sester sv. Cyrila a Metoděje) e le suore redentoriste slovacche (Kongregácie sestier Božského Vykupiteľa).